# Hemerobius productus
Hemerobius productus is een insect uit de familie van de bruine gaasvliegen (Hemerobiidae), die tot de orde netvleugeligen (Neuroptera) behoort. 
Hemerobius productus is voor het eerst wetenschappelijk beschreven door Tjeder in 1961.